# Alfonso de Laferrère
Alfonso de Laferrère (Buenos Aires, 24 de noviembre de 1893 - 1978) fue un político, escritor[cita requerida] y abogado argentino, que ocupó el cargo de Ministro de Relaciones Exteriores de la Argentina,de facto durante la dictadura de Pedro Eugenio Aramburu. Fue jefe de Editoriales de los diarios La Nación y La Prensa.

## Trayectoria
Era hijo de Gregorio de Laferrere. Formó parte del Colegio Novecentista. Se casó con Sofía Madero en 1929, con quien tuvo cuatro hijos, uno de ellos, Alfonso Carlos, abogado que alcanzó diversos puestos en el Colegio de Abogados de la Capital Federal, entre otras.
De Laferrere adhirió a los ideales de la dictadura autodenominada Revolución Libertadora.
Respecto a las relaciones exteriores, mientras fue Canciller de facto se produjeron varias controversias; en 1957 agentes del régimen militar presidido por Pedro Eugenio Aramburu colocan un artefacto explosivo en el automóvil asignado a Juan Domingo Perón que se hallaba exiliado en Caracas al estallar un vehículo de su propiedad en la esquina de Venus, en Caracas muriendo tres ciudadanos venezolanos. El gobierno venezolano procedió a llamar al Embajador de Venezuela en Argentina y el Ministerio de Relaciones Exteriores de Venezuela declaró persona no grata al embajador argentino Toranzo Montero, responsable del atentado. El comunicado emitido por el Ministerio explicaba que lo efectuaba por “existir fundados indicios de que en la sede de la Representación Diplomática de la República Argentina se ha venido fraguando sucesivos atentados contra la vida de refugiados políticos que en nuestro país, se acogen al derecho de asilo territorial”. A los pocos días agentes argentinos perpetran un nuevo atentado en Caracas que terminó con la muerte de otros cinco venezolanos en las inmediaciones de la Facultad de Ciencias Jurídicas y Políticas de la Universidad Central de Venezuela. Venezuela acusó la injerencia extranjera y rompió relaciones con Argentina. Buscó recomponer las relaciones con la Iglesia católica deterioradas durante la presidencia de Juan Domingo Perón.[cita requerida]
En 1957 en Panamá, un comando argentino fue enviado al Hotel Washington con el objetivo de matar a Perón. La guardia nacional panameña descubrió intentos para asesinar a Perón, pero fueron frustrados y deportados los mercenarios, lo que originó una grave crisis diplomática con Argentina. En 1958 se produjeron nuevas crisis diplomáticas cuando el régimen dictatorial argentino financió, entrenó y apoyó la invasión al Paraguay desde territorio argentino de un comando militar que atacó el 1 de abril la localidad de Coronel Bogado, causando la muerte de un número nunca determinado de ciudadanos paraguayos. Paraguay denunció la agresión argentina ante la Organización de Estados Americanos y la crisis llevó a que Argentina y Brasil quedaran al borde de la guerra. A mediados de 1955, en el Congreso de Chile se dio inicio a una investigación con el propósito de desentrañar las actividades secretas en Chile provenientes de elementos dictatoriales de Latinoamérica, lo que enfrentó con la reciente dictadura de Aramburu. Los ataques a asilados políticos por parte de agentes argentinos en Chile, junto a las acusaciones contra el presidente Ibáñez del Campo por dar refugio a asilados peronistas y de izquierda produjo un fuerte deterioro de las relaciones bilaterales, similares conflictos se desataron con Bolivia y Costa Rica. Paralelamente mantuvo buenas relaciones con el régimen de Gustavo Rojas Pinilla en Colombia, Luis Somoza Debayle y António de Oliveira Salazar con quienes compartía afinidad ideológica.
Durante la gestión de De Laferrere también se produce el asalto argentino a la embajada de Haití. En 1956, en la madrugada del jueves 14 una veintena de hombres fuertemente armados comandados por el general Juan Constantino Quaranta, jefe del Servicio de Informaciones del Estado (SIDE) penetra violentamente en la sede diplomática haitiana, sacando por la fuerza a siete asilados políticos. Estos son obligados a ubicarse a lo largo de la verja exterior de la embajada. El grupo asaltante se posiciona frente a ellos preparando sus armas con la intención es fusilarlos allí mismo. Pero se presenta Therese Brierre, esposa del embajador. El general Quaranta, mano derecha del dictador Pedro Eugenio Aramburu la aparta bruscamente “-callate negra hija de puta”. La señora del embajador logró denunciar inmediatamente el hecho a las agencias internacionales de noticias y se comunicarse con el Ministerio de Asuntos Exteriores haitiano solicitando su intervención, logrando salvar a los asilados políticos del régimen que iban a ser fusilados. Tras ello Quaranta fue ascendido
Durante el golpe de Estado que derrocó a Arturo Frondizi, los partícipes de aquel de la Armada Argentina lo sugirieron para que sea designado presidente.
Con una base ideológica netamente anticomunista, las relaciones comerciales y diplomáticas argentino-soviéticas entraron en un impasse, con una caída de los montos del intercambio, el deterioro se extendió a los vínculos diplomáticos y políticos. También fueron deterioradas las relaciones con todos los países del bloque oriental. También se produjo la pérdida de preeminencia que la República Argentina como potencia regional ante el avance de Brasil.[cita requerida]